# Cesonia
Cesonia är ett släkte av spindlar. Cesonia ingår i familjen plattbuksspindlar.

## Dottertaxa tillCesonia, i alfabetisk ordning[1]
- Cesonia aspida
- Cesonia bilineata
- Cesonia bixleri
- Cesonia boca
- Cesonia bryantae
- Cesonia cana
- Cesonia cerralvo
- Cesonia chickeringi
- Cesonia cincta
- Cesonia classica
- Cesonia coala
- Cesonia cuernavaca
- Cesonia desecheo
- Cesonia ditta
- Cesonia elegans
- Cesonia gertschi
- Cesonia grisea
- Cesonia irvingi
- Cesonia iviei
- Cesonia josephus
- Cesonia lacertosa
- Cesonia leechi
- Cesonia lugubris
- Cesonia maculata
- Cesonia nadleri
- Cesonia notata
- Cesonia pudica
- Cesonia rothi
- Cesonia sincera
- Cesonia trivittata
- Cesonia ubicki